# Eva Kleman
Eva Kleman, född 1960 i Motala, är en kommendör i Frälsningsarmén. 
Tidigare har Kleman varit chefredaktör för tidningen Stridsropet, enhetsledare för Litteraturavdelningen samt chefsekreterare i Sverige och Lettland åren 2010 - 2013. Hon var verksam i Finland 2008 - 2010 och 2013 - 2016 som chef för Frälsningsarméns kommunikationssektion i Finland och Estland respektive territoriell ledare för Frälsningsarmén i Finland och Estland. 
Tillsammans med sin man, kommendör Johnny Kleman, är hon territoriell ledare för Frälsningsarmén i Sverige och Lettland sedan 1 juli 2016.